# Заслужений енергетик України
Заслужений енергетик України  — державна нагорода України — почесне звання України, яке надається Президентом України відповідно до Закону України «Про державні нагороди України». Згідно з Положенням про почесні звання України від 29 червня 2001 року, це звання присвоюється:
|  | працівникам підприємств, об'єднань, організацій та установ енергетичного комплексу України за значні успіхи у виконанні виробничих завдань, упровадження передових форм організації праці, досягнення значних економічних показників |

## Історія нагороди
- 16 грудня 1960 року Указом Президії Верховної Ради УРСР для відзначення найкращих працівників енергетичної промисловості було встановлено почесне звання Заслужений енергетик Української РСР.[1]
- 16 березня 2000 року Верховна Рада України прийняла Закон України «Про державні нагороди України», у якому була встановлена державна нагорода України — почесне звання «Заслужений енергетик України». Було установлено, що дія цього Закону поширюється на правовідносини, пов'язані з нагородженням громадян України, іноземців та осіб без громадянства, удостоєних почесних звань Української РСР.[2]
- 29 червня 2001 року Указом Президента України № 476/2001 було затверджене Положення про почесні звання України та Опис нагрудного знака до почесного звання.[3]